# 廖光宇
廖光宇為中國清朝武官官員，本籍福建。武舉人出身的廖光宇於1781年（乾隆46年）奉旨接替陳宗薄，於台灣地區擔任台灣水師協副將。而隸屬台灣鎮之下的此官職是台灣清治時期的這階段，全台灣的海防軍事層級最高武將，其統帥三標水營，數千名水師兵勇。
| 前任： 陳宗薄 | 台灣水師協副將 1781年上任 | 繼任： 鄭瑞 |